# Associazione Sportiva Taranto 1960-1961
Questa pagina raccoglie le informazioni riguardanti l'Associazione Sportiva Taranto nelle competizioni ufficiali della stagione 1960-1961.

## Rosa
| N. |                   | Ruolo | Calciatore        |
| -- | ----------------- | ----- | ----------------- |
|    | Italia (bandiera) |       | Angeli            |
|    | Italia (bandiera) | A     | Pietro Biagioli   |
|    | Italia (bandiera) | C     | Umberto Buonfrate |
|    | Italia (bandiera) | A     | Nicola Chiricallo |
|    | Italia (bandiera) | C     | Antonio Colomban  |
|    | Italia (bandiera) | P     | Romano Collovati  |
|    | Italia (bandiera) | C     | Rocco D'Amore     |
|    | Italia (bandiera) | A     | Amalio Ferrarese  |
|    | Italia (bandiera) | A     | Achille Garbin    |

| N. |                   | Ruolo | Calciatore          |
| -- | ----------------- | ----- | ------------------- |
|    | Italia (bandiera) | A     | Lamberto Giorgis    |
|    | Italia (bandiera) | P     | Cosimo Malacari     |
|    | Italia (bandiera) | D     | Giovanni Manzella   |
|    | Italia (bandiera) | D     | Giordano Martinelli |
|    | Italia (bandiera) | A     | Gianni Meanti       |
|    | Italia (bandiera) | C     | Giuliano Piovanelli |
|    | Italia (bandiera) | D     | Romano Pontrelli    |
|    | Italia (bandiera) | A     | Filippo Tasso       |
|    | Italia (bandiera) | C     | Franco Zanara       |